# قنافذة (الباب)
قنافذة  قرية سوريّة تتبع إداريّاً لمحافظة حلب منطقة الباب ناحية عريمة، بلغ تعداد سكانها 198 نسمة حسب التعداد السكاني لعام 2004.